# 공희용
공희용(孔熙容, 1996년 12월 11일~)은 대한민국의 배드민턴 선수이다. 2013년 세계 주니어 선수권 대회 혼성 단체전 우승팀의 일원이다. 김소영과 함께 2020년 하계 올림픽에서 복식 동메달을 획득했으며, 세계 선수권 대회에서 동메달 1개, 아시아 선수권 대회에서 은메달 1개, 동메달 1개를 획득하였다.